# Pop, Songs & Death
Pop, Songs & Death är en EP av gruppen Wheatus, utgiven 2009.

## Låtlista
1. From Listening To Lightning
2. You And Your Stoopid Guitar
3. Real Girl
4. Now
5. If You Need A Friend
6. Texas